# The Peel Sessions II (EP The Birthday Party)
The Peel Sessions II – minialbum zespołu The Birthday Party, nagrany w studio BBC, 2 grudnia 1981 na potrzeby audycji Johna Peela (zob. Peel Sessions).
Była to właściwie trzecia sesja dla BBC. Wszystkie cztery sesje dla BBC są dostępne kompilacji The John Peel Sessions.
Płyta została wydana nakładem wytwórni Strange Fruit.

## Lista utworów
1. „Big Jesus Trash Can” – 3:05 (Cave, Harvey)
2. „She’s Hit” – 5:35 (Cave, Pew)
3. „Bully Bones” – 2:45 (Howard)
4. „Six Inch Gold Blade” – 3:35 (Harvey)